# Afrostyrax lepidophyllus
Afrostyrax lepidophyllus ist ein Baum oder Strauch in der Familie der Huaceae aus Zentralafrika.

## Beschreibung
Afrostyrax lepidophyllus wächst meistens als immergrüner Baum bis etwa 20–25 Meter hoch. Selten wächst sie nur als kleiner Strauch. Der Stammdurchmesser erreicht etwa 40–50 Zentimeter. Der Stamm ist an der Basis leicht geriffelt. Die bräunliche Borke ist im Alter abblätternd. Der Baum riecht nach Knoblauch.
Die einfach und wechselständigen, papierigen Laubblätter sind kurz gestielt. Der kurze, bis etwa 1–1,5 Zentimeter lange Blattstiel ist kurz bräunlich und schuppig-behaart. Die ganzrandigen, eiförmigen bis -lanzettlichen oder elliptischen, länglichen bis verkehrt-eiförmigen, -eilanzettlichen Blätter sind bespitzt bis zugespitzt oder geschwänzt. Die ganzrandigen Blätter sind 7,5–26,5 Zentimeter lang und 3–9 Zentimeter breit. Oberseits sind sie leicht glänzend bis matt, kahl und teils „bereift“, unterseits sind sie anfänglich dicht grau-bräunlich, rehbraun bis rostig, sehr kurz und schuppig-behaart, sie verkahlen und sind dann olivgrün. Die Nervatur ist gefiedert mit bogigen Seitenadern. Die kleinen Nebenblätter sind früh abfallend.
Die Blüten erscheinen in Büscheln (bis 10–15) achselständig oder ramiflor am Ast oder Zweig. Die fünfzähligen, gestielten und gelben bis orange-gelben, kleinen Blüten sind zwittrig mit doppelter Blütenhülle. Es sind kleine, meist abfallende Trag- und Vorblätter vorhanden. Der 8–13 Millimeter lange Blütenstiel und außen der 3,5–4 Millimeter lange Kelch, sind braun schuppig-behaart und der innen, weißliche, kahle Kelch reißt 3–5lappig auf und außen besitzen die Sepalen jeweils 1–2 Drüsen. Die 4–5 Millimeter langen, länglichen, leicht fleischigen Petalen sind außen dicht, kurz schuppig-behaart und innen fein behaart. Es sind 8–10 kurze, freie Staubblätter vorhanden und die Antheren haben ein minimales spitzes Anhängsel. Der dicht behaarte, einkammerige Fruchtknoten ist oberständig mit sehr kurzem, kahlen und konischen Griffel mit minimaler Narbe.
Es werden kleine, 3–3,5 Zentimeter große und sehr fein, dunkelbraun behaarte, eiförmige bis rundliche, meist ein- bis zweisamige, schwach fünfrippge, -eckige Steinfrüchte mit Kelchresten und dünner, brüchiger und fester Schale gebildet. Die halb lose enthalten, glatten Samen sind braun und etwa 2 Zentimeter groß und sie riechen nach Knoblauch.

## Taxonomie
Die Erstbeschreibung erfolgte 1913 durch Johannes Mildbraed in Bot. Jahrb. Syst. 49: 556.

## Verwendung
Die gehackte Rinde und die Blätter werden als Knoblauchwürze verwendet. Die Samen werden gekocht gegessen.